# Иван I Черноевич
Иван I Черноевич (серб. Иван Црнојевић, итал. Giovanni Cernovichio, тур. Ivan-bey; (? — 1490) — господарь княжества Зета в 1465—1490 годах из династии Черноевичей.

## Правление
Иван Црноевич — представитель династии правителей Зеты Црноевичей (Черноевичей). Его отец — Стефан Црноевич, мать — Мара Кастриоти. У Ивана было два брата — Андрия и Божидар. В юности совершал многочисленные военные набеги на земли боснийского герцога Стефана Вукшича Косача, правителя Захумья. В одном из тех походов Иван был взят в плен. С тех пор он долгое время был слугой Стефана Вукшича. После освобождения он женился на Гоиславе, сестре знаменитого албанского князя и героя Георгия Арианити Комнени из династии Комнинов. Благодаря этому браку Иван стал родственником сербского деспота Стефана Бранковича. Иван начал править Зетой, имея плохие отношения с Венецианской республикой, флот которой оккупировал его города. В 1465 году венецианцы назначили цену за его голову. Но благодаря помощи своего бывшего хозяина Стефана Вукшича и албанского князя Скандербега Иван стал князем в 1466 под контролем Венеции со столицей в Жабляке возле Скадарского озера. Он получал содержание в 1200 дукатов ежегодно. В 1469 Иван повторно женился на Маре, дочери герцога Стефана Вукшича.
Иван воевал на стороне венецианцев в войнах против Османской империи. Таким образом в 1473 он стал венецианским дворянином, нося титул князя и венецианского капитана Верхней Зеты. В 1474 он защищал Скадарское озеро от турок. После успешной защиты он решил освободить от турецкой оккупации Герцеговину ради брата его второй жены Владислава. Но у них вспыхнул конфликт по вопросу будущей границы между Зетой-Черногорией и Герцеговиной. Это позволило турецкому султану Мехмеду II вторгнуться в Зету и свергуть Ивана с престола в Жабляке. В 1479 Иван бежал в Италию, которая оставила Черногорию в руках турок.
После смерти султана Мехмеда в 1481 Иван вернулся в Зету. Благодаря междоусобицам между сыновьями Мехмеда Иван восстановил контроль в Зете, и был встречен как освободитель. Новый султан Баязид II принял это как должное, но в 1482 Иван-бей послал в Стамбул своего сына Станишу в качестве заложника, признав свой вассалитет. Центром его страны стал город Обод на Реке Черноевича. Иван перенёс свой двор подальше от турок в основание горы Ловчен, тем самым основав город Цетине, которая является исторической и культурной столицей Черногории до сих пор. В 1484 Иван основал монастырь Рождества Пресвятой Богородицы, известный как Цетинский монастырь. Черноевич умер в 1490, за ним правителем Зеты стал его сын Георгий IV.
За время своего правления он пытался объединить страну, поддерживая дружеские отношения с Турцией и Венецией одновременно. Он издал много законов, заложив основы правовой системы. Иван Черноевич почитается национальным героем и одним из величайших правителей Черногории.